# Rynoltice
Rynoltice é uma comuna checa localizada na região de Liberec, distrito de Liberec‎.